# Превратности любви
«Превратности любви» (англ. Playing by Heart — «Играть по памяти») — художественный фильм режиссёра Уилларда Кэрролла, снятый в 1998 году.

## Сюжет
Двое, повстречавшиеся в ночном клубе. Пожилая пара, заново дающая друг другу обет. Антисоциальная женщина, принимающая приглашение на свидание от незнакомца. Парень, умирающий от СПИДа, и его мать, не желавшая принять сына из-за его гомосексуальности. Пара, у которой затягивается роман. И мужчина, бродящий по барам и рассказывающий там о своих несчастьях.
Шесть совершенно непохожих друг на друга и не взаимосвязанных историй постепенно сплетутся воедино…

## В ролях
| Актёр             | Роль    |
| ----------------- | ------- |
| Анджелина Джоли   | Джоан   |
| Деннис Куэйд      | Хью     |
| Мэделин Стоу      | Грэйси  |
| Шон Коннери       | Пол     |
| Джиллиан Андерсон | Мередит |
| Райан Филипп      | Кинан   |
| Энтони Эдвардс    | Роджер  |
| Эйприл Грейс      | Вэлери  |
| Патриша Кларксон  | Эллисон |
| Джина Роулэндс    | Ханна   |
| Кристиан Миллс    | Филлип  |
| Келли Уэймайр     | Джейн   |
| Эллен Берстин     | Милдред |
| Джей Мор          | Марк    |
| Джон Стюарт       | Трент   |
| Аманда Пит        | Эмбер   |
| Алек Мапа         | Лана    |
| Майкл Б. Сильвер  | Макс    |